# Wilhelm z Gdańska
Wilhelm (ur. XIII wiek, zm. po 1339) – dominikanin działający na obszarze polskiej prowincji swego zakonu, inkwizytor.
Nie wiadomo skąd dokładnie pochodził ani jakiej był narodowości. Od 1296 poświadczona jest jego przynależność do konwentu dominikanów w Gdańsku. Sprawował funkcję przeora tego konwentu podczas oblężenia Gdańska przez wojska brandenburskie w 1308. Był inicjatorem wezwania na pomoc wojsk zakonu krzyżackiego, które po wyparciu Brandenburczyków zajęły miasto i dokonały rzezi jego mieszkańców. W 1309 wraz z dominikanami opuścił Gdańsk. W latach 1333–1335 poświadczony jest jako przeor konwentu w Elblągu oraz papieski inkwizytor Prus. W latach 1338–1339 był lektorem w konwencie w Płocku. Złożył zeznania przed sędziami papieskimi w procesie polsko-krzyżackim w 1339, w których opisał swą rolę w wydarzeniach w 1308 w Gdańsku.